# Acceleration Team Slowakije
Het Acceleration Team Slowakije is een Slowaaks raceteam dat deelneemt aan het landenkampioenschap Acceleration 2014 in de klasse Formula Acceleration 1. Het team wordt gerund door het Italiaanse Team Ghinzani, eigendom van Piercarlo Ghinzani. Hij is tevens de eigenaar van het team.
In 2014, het eerste seizoen van de klasse, heeft het team Richard Gonda als coureur.

## Resultaten
| Resultaat                     |
| ----------------------------- |
| Winnaar                       |
| Tweede plaats                 |
| Derde plaats                  |
| Gefinisht (punten)            |
| Gefinisht (geen punten)       |
| Niet geklasseerd (NC)         |
| Uitgevallen (DNF)             |
| Niet gekwalificeerd (DNQ)     |
| Gediskwalificeerd (DSQ)       |
| Niet gestart (DNS)            |
| Gewond (INJ)                  |
| Uitgesloten (EX)              |
| Teruggetrokken (WD)           |
| Niet deelgenomen (blanco cel) |
| vetgedrukt (pole position)    |
| cursief (snelste ronde)       |

| Jaar | Coureur       | 1     | 2     | 3     | 4      | 5     | 6     | 7     | 8     | 9     | 10    | Punten | Positie |
| ---- | ------------- | ----- | ----- | ----- | ------ | ----- | ----- | ----- | ----- | ----- | ----- | ------ | ------- |
| 2014 | Richard Gonda | ALG 5 | ALG 9 | NAV 3 | NAV 11 | NÜR 3 | NÜR 2 | MON 4 | MON 4 | ASS 3 | ASS 6 | 94     | 3       |
| Jaar | Coureur       | 1     | 2     | 3     | 4      | 5     | 6     | 7     | 8     | 9     | 10    | Punten | Positie |